# Caren Metschuck
Caren Metschuck, född 27 september 1963 i Greifswald, är en före detta östtysk simmare.
Metschuck blev olympisk guldmedaljör på 100 meter fjäril vid sommarspelen 1980 i Moskva. Dessutom vann hon en silvermedalj i 4 x 100 meter frisim vid världsmästerskapen 1978. Hon studerade medicin i Rostock och är efter sportkarriären läkare.